# Rafferty i dziewczyny
Rafferty i dziewczyny – amerykańska komedia z 1975 roku.

## Główne role
- Alan Arkin - Rafferty
- Sally Kellerman - Mac
- Mackenzie Phillips - Frisbee
- Alex Rocco - Vinnie
- Charles Martin Smith - Alan Boone
- Harry Dean Stanton - Billy Winston
- John McLiam - John Beachwood
- Richard Hale - Jesus dziwoląg
- Louis Prima
- Sam Butera
- Arch Johnson - Smitty

## Fabuła
Rafferty to były wojskowy, obecnie instruktor nauki jazdy. Mieszka blisko Hollywood, nie przejmuje się zbytnio, gdy zostaje porwany przez dwie autostopowiczki. Oczarowany przez kobiety, wyrusza z nimi w drogę do Las Vegas, Nowego Orleanu i Nevady...